# Entrada Liberada

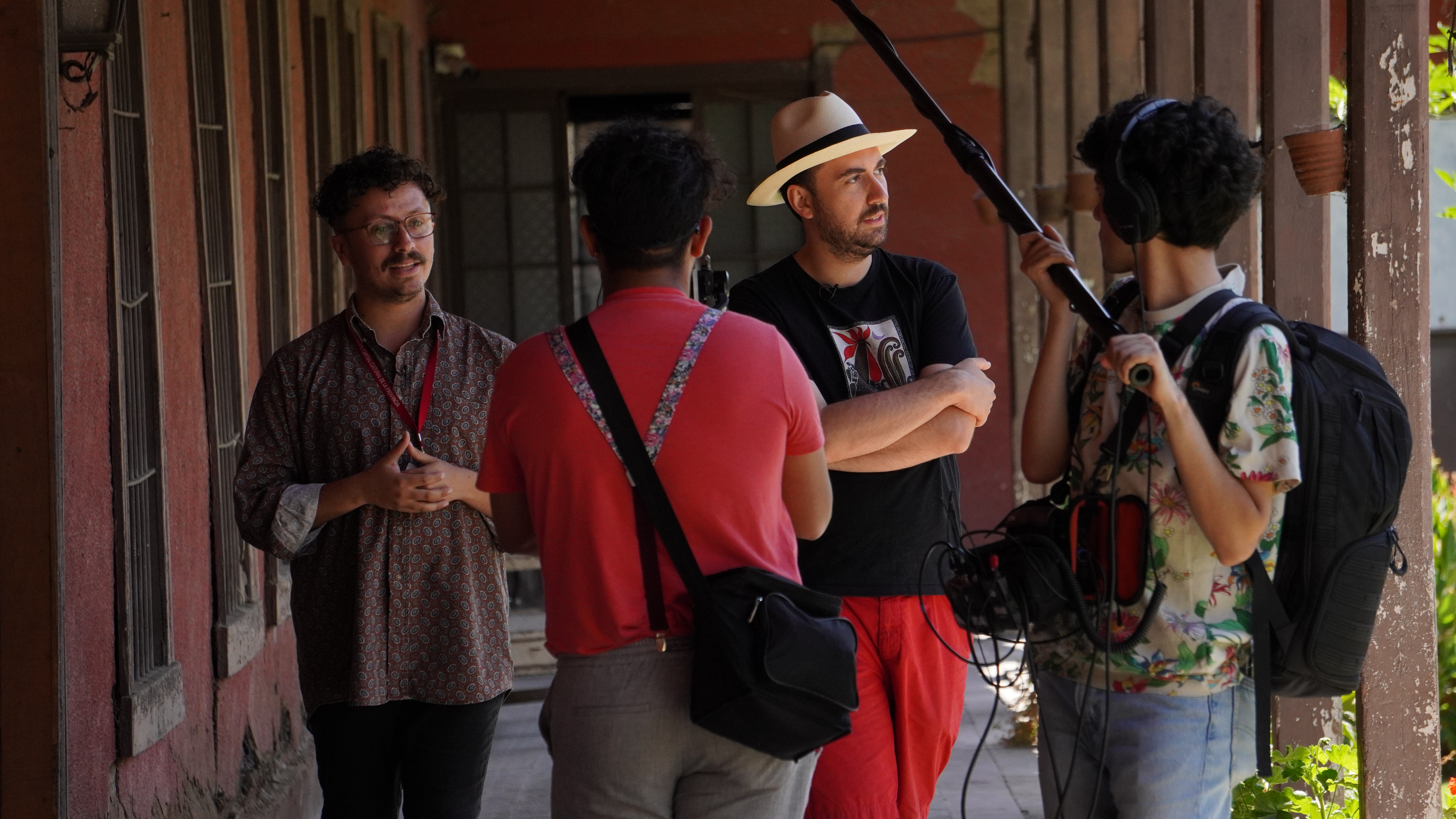
El equipo de Entrada Liberada, grabando en la Iglesia de San Francisco del Monte

Entrada Liberada es un programa de televisión documental chileno emitido por NTV dedicado a la exploración del patrimonio cultural y natural de Chile a través de todos sus espacios museográficos. Es conducido por el periodista cultural Nicolás Rojas
La primera temporada del programa se estrenó el 29 de mayo de 2023, y su segunda temporada fue estrenada el 27 de mayo de 2024. La Tercera temporada fue confirmada y se estrenará en mayo de 2025.

## Sinopsis
La serie documental Entrada Liberada ofrece un recorrido por la gran diversidad de museos y espacios culturales desde Arica hasta Tierra del Fuego, abordando temas como las momias artificiales más antiguas del mundo, la corbeta Esmeralda, las oficinas salitreras de Humberstone y Santa Laura, las iglesias de Chiloé, el genocidio selk’nam, y mucho más. A lo largo de la serie, cada episodio busca acercar a la audiencia al patrimonio cultural y natural de diversas localidades de Chile.

## Producción
El programa es conducido por Nicolás Rojas, periodista y escritor especializado en cultura, y dirigido por Patricio Alfaro, realizador de cine y televisión. Ambos, que habían estudiado en la Facultad de Comunicación e Imagen de la Universidad de Chile, ya habían trabajado previamente juntos en el programa Ojo en Tinta del Canal 13C. El proyecto fue idea original de Rojas, quien pensó en una manera de presentar de manera más atractiva a los museos de Chile. El primer nombre del programa fue «El Catador de Museos». El programa posee una influencia del trabajo de Patricio Bañados y Augusto Góngora.
Aunque hay antecedentes previos de programas de radio que hablaban sobre museos, Entrada Liberada es el primer programa de televisión dedicado a esta temática.
Cada episodio busca incluir las características más destacables de los museos visitados, destacando las piezas más interesantes, incluyendo una conversación ligera, con un tono alegre e incluyendo entrevistas a los miembros de cada museo. Un episodio de la serie requiere cerca de 18 horas de grabaciones. Se prioriza el transporte público durante las grabaciones.
La primera temporada el programa visitó 50 museos del país, priorizando museos y colecciones que no son conocidos de manera masiva. Existe un trabajo previo con las áreas educativas del museo.
La producción cuenta con una banda sonora original compuesta por los músicos Diego Lorenzini y Miguel Molina.

### Lugares visitados
Entre los espacios visitados por el programa se incluyen:
- Arica y Parinacota: Museo Colón 10, Museo Universidad de Tarapacá San Miguel de Azapa, Museo Histórico y de Armas del Morro de Arica.
- Tarapacá: Museo Naval y Marítimo de Iquique, Oficinas salitreras de Humberstone y Santa Laura.
- Antofagasta: Museo Regional de Antofagasta, Museo Ruinas de Huanchaca.
- Metropolitana: Palacio de La Moneda, Estadio Nacional, Museo de la Memoria y los Derechos Humanos, Museo Interactivo Mirador.
- Los Lagos: Museo Pablo Fierro, Museo Colonial Alemán de Frutillar, Museo de las Iglesias de Chiloé.
- Magallanes: Parque Nacional Torres del Paine, Museo Nao Victoria, Fuerte Bulnes.

## Episodios
| Temporada | Temporada | Episodios | Episodios | Emisión original   | Emisión original     |
| Temporada | Temporada | Episodios | Episodios | Primera emisión    | Última emisión       |
| --------- | --------- | --------- | --------- | ------------------ | -------------------- |
|           | 1         | 12        | 12        | 29 de mayo de 2023 | 16 de agosto de 2023 |
|           | 2         | 12        | 12        | 27 de mayo de 2024 | 12 de agosto de 2024 |

Cada temporada está compuesto por 12 capítulos de una hora, emitidos los lunes a las 22:00 horas, con repetición los sábados a las 21:00 horas. La segunda temporada da especial énfasis a la diversidad regional de Chile, con más del 80% de su contenido grabado fuera de la Región Metropolitana.
En enero de 2025 se confirmó la producción de una tercera temporada, anunciandose que se emitirá desde mayo del mismo año. A fines de febrero comenzó el rodaje.

## Recepción
La serie ha sido bien recibida por su enfoque en la diversidad cultural y natural de Chile, así como por su capacidad para hacer accesibles los museos y espacios culturales a una audiencia más amplia. La crítica ha destacado su labor educativa y su contribución a la promoción del patrimonio nacional.

## Banda sonora
La banda sonora del programa está a cargo de los músicos Diego Lorenzini y Miguel Molina, quienes crearon piezas originales para acompañar los recorridos y exploraciones del programa.
«Entrada Liberada» es un sencillo compuesto en 2023 por Lorenzini para la introducción de la serie, y fue publicado en las plataformas de streaming de Spotify y Youtube en mayo de 2024.